# La Puebla de Híjar
La Pobla d'Híxar (La Puebla de Híjar en castellà; La Puebla d'Íxar en aragonès) és un municipi d'Aragó, a la província de Terol i enquadrat a la comarca del Baix Martín. Com la resta de pobles de la comarca, durant la setmana santa s'hi celebra la Ruta del Tambor y el Bombo.

## Llocs d'interès
- Església parroquial de la Nativitat de la Verge Maria (segle xviii)
- Puente de la Torica (aqüeducte de dos nivells)
- Ermita dels Dolors
- Antiga sucrera (1912-1972)